# Barrios de la Vega
Barrios de la Vega es una pedanía del municipio de Villaluenga de la Vega, en la provincia de Palencia (comunidad de Castilla y León), en España.

## Demografía
Evolución de la población en el siglo XXI
| Gráfica de evolución demográfica de Barrios de la Vega entre 2000 y 2020 |
|                                                                          |
| Población de derecho (2000-2020) según el padrón municipal del INE       |

## Historia
A la caída del Antiguo Régimen la localidad, denominada entonces Barrios de Vega de constituye en municipio constitucional que en el censo de 1842 contaba con 15 hogares y 78 vecinos, para posteriormente integrarse en Villaluenga de la Vega .
La localidad de Barrios de la Vega figura en el documento con el nombre de Villa
Cuerno, y no será hasta el siglo XVI cuando aparezca referenciada
documentalmente de manera definitiva bajo su actual nombre, cuando se fusiona al
menos con otra localidad. Algunos autores consideran que posiblemente surge de
la unión con el cercano despoblado de Santibáñez o Sant Yuannez (Martínez, 1981:
46), cuyo emplazamiento relacionan con las evidencias arqueológicas
documentadas a 500 m Norte del núcleo urbano de Barrios de la Vega, donde los
vecinos de la localidad recuerdan los restos de una ermita. Sin embargo, esta
relación parece dudosa, ya que el Becerro de Presentaciones lo localiza entre Villa
Cuerno y Santa Olaja (Fernández, 1984: 169), por lo tanto al Sur del actual Barrios
de la Vega; y en el Censo de los Millones de 1591, cuando Villa Cuerno ya figura
bajo el nombre de Los Varrios, Santibáñez de los Varrios aún constaba con nueve
vecinos (Lozano et alii, 2003: 316-317), aunque se despobló a finales del siglo XVII
(Op. cit, 2003: 52). Por último, el paraje al Norte de Barrios donde la tradición oral
sitúa la ermita, incluida en el IACyL con el nombre La ermita de San Juan, se
denomina Prado de San Pedro, por lo que muy posiblemente sea ésta, y no San
Juan, su advocación